# Spisula
Spisula is een geslacht uit de familie Mactridae.

## Kenmerken
Kenmerkend aan deze tweekleppigen is dat ze driehoekig zijn.

## Soorten (selectie)
- Spisula aequilateralis
- Spisula arcuata
- Spisula catilliformis
- Spisula elliptica
- Spisula falcata
- Spisula hemphillii
- Spisula inaequilatera †
- Spisula ovalis
- Spisula planulata
- Spisula raveneli
- Spisula solida
- Spisula solidissima
- Spisula subtruncata
- Spisula triangulata